# Архів

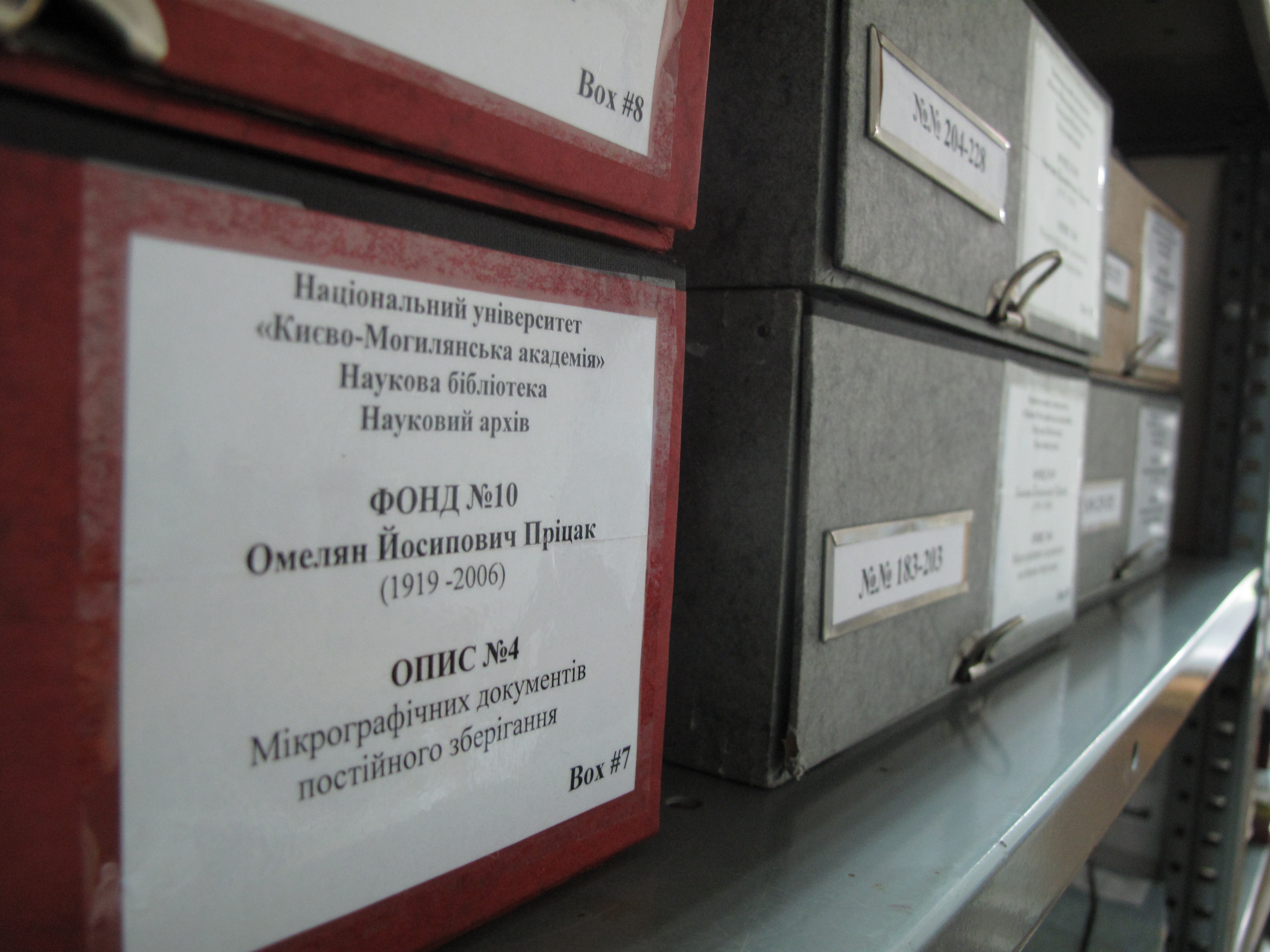
Скриньки наукового архіву НаУКМА

Архі́в — установа, що здійснює приймання, опис і зберігання документів з метою використання ретроспективної документної інформації. Архів як установа або її структурний підрозділ може бути двох видів: архів, який здійснює постійне зберігання носіїв інформації, які стосуються його профілю (архів постійного зберігання), а також архів зі змінним складом документів, у якому носії інформації зберігаються протягом встановлених строків, після чого частина їх підлягає передаванню у відповідний архів для постійного зберігання. Виходячи з типології архіву, існує трактування поняття, як:
- структурний підрозділ установи, відповідальний за ведення обліку та зберігання документації, яка становить цінність;
- сукупність матеріалів-носіїв інформації, що утворилися в результаті діяльності установ, підприємств та окремих осіб;
- будівля (або її частина), корпус архівних колекцій або місце (відділ, кімната, шафа), де в певному порядку зберігаються старі документи, які наразі не актуальні.

### Суміжні професії:[1]
Архівіст: Знавець з історії, теорії та практики з організації збереження, обліку і використання архівних документів. 
Архіваріус: Працівник архіву, що збирає, організовує, систематизує та забезпечує доступ до записів і документів, які мають довгострокове значення.

## Етимологія
Термін «архів» походить від грецького «ἀρχεῖον» — «адміністративна установа, відомство», що є похідним від «ἀρχή» — «влада, правління, початок», пов'язаного з етимологічно неясним дієсловом «ἀρχώ» — «починаю; (я) є першим; керую». З грецької перейшов у латинську — «archivum», з якої через німецьку мову потрапило в українську.. Українською мовою — «архів» (староукраїнською — «архива» (XVIII ст.); англійською — archive; німецькою — «archivieren»; французькою — archives; польською — «archiwum».

## Історія розвитку архівної справи

### Стародавній Світ
У давніх цивілізацій поняття архіву не було відділене від поняття бібліотеки. Фактично це були сховища змішаного типу. Перші такі установи виникли на території Межиріччя, де знаходились держави Шумеру, Аккаду, Вавилону, Ассирії. Архіви шумерів представлені міськими архівами Уру, Лагашу, Шурупаку, наявні та приватні (залишки власних бібліотек у будинках звичайних ремісників). Особливістю роботи цих закладів було започаткування сортування та каталогізація документів, які писались на глиняних табличках у корзинах, зберігались на глиняних полицях зі спеціальними позначками. В ассирійських найбільших архівах удосконалилась система збору, переписування інформації та перевірки правдивості даних. Найбільш досконалою бібліотекою цього регіону варто вважати бібліотеку-архів Ашшурбаніпала.

Серед архівних систем, що цивілізаційно належали до східних деспотій, окремо постає єгипетська, яка мала свою специфіку. Їхні тексти записувались на папірусі, тому до нашого часу дійшло мало залишків таких установ. Найважливішим архівом був Фараонський архів. При дворах існувала спеціальна посада — наглядач Будинку Книг. Архіви поділялися за категоріями. Існували храмові установи (Геліополь, Карнак, Луксор), де зберігались здебільшого священні тексти. У архівах фараонів — управлінські праці, дипломатичне листування. У номових архівах — регіональна адміністративна документація.

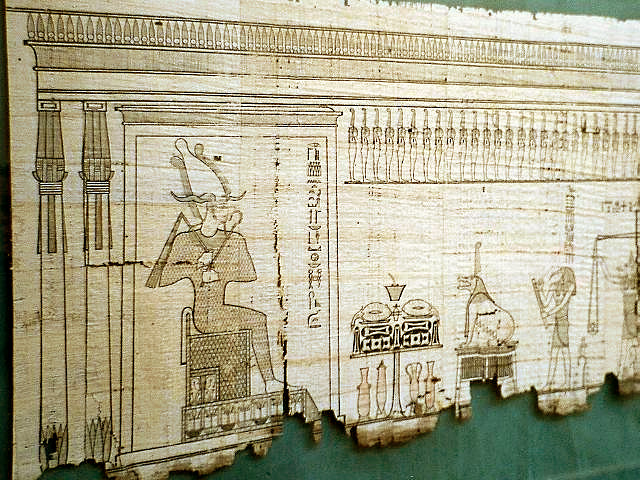
Частина єгипетської «Книги Мертвих» написаної на папірусі. Зображує суд Осіріса. Каїрський Єгипетський музей.

 Збереглись незначні залишки родинних і приватних архівів (в основному майново-побутова інформація.) Форма зберігання еволюціонувала протягом усієї історії Єгипту — спочатку в ящиках, глиняних ковшах, пізніше — у нішах стін. Найкоштовніші документи — в алебастрових футлярах. Існувала і система каталогів, до нашого часу дійшло шість таких. Варто зазначити, що допуск до таких сакральних споруд мали лише жреці, писарі або представники роду фараона. До архівів перших цивілізацій входили: релігійні книги, медичні та астрономічні трактати, математичні праці, державна документація, повчання та моральні настанови, поетичні збірки. Це усе надалі вплинуло на формування таких систем у Греції та Римі.
Архіви античної Греції пройшли довгий шлях розвитку від глиняних табличок крито-мікенської доби, царських архівів пізнішого часу до полісних, які зберігалися в храмах тих богів, що оберігали відповідний політичний устрій поліса. Наприклад, архів Афінського полісу містився в храмі Метроон. Архіви елліністичних монархій поєднують у собі риси давньосхідних і грецьких традицій. Це насамперед канцелярія Александра Македонського, а також архіви його спадкоємців на місцях. Всесвітньою популярністю користуються знамениті бібліотеки елліністичного світу — Александрійська, Пергамська і Антіохійська.

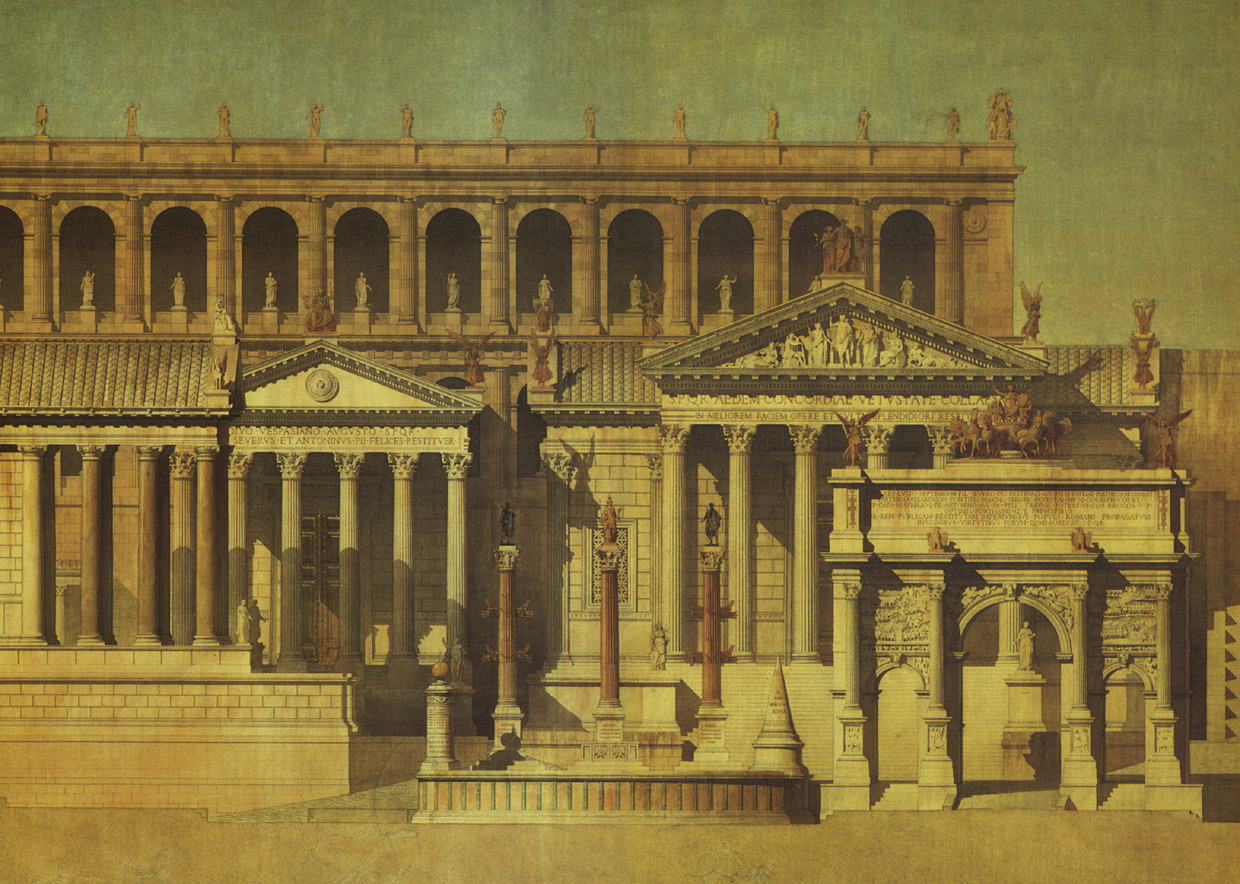
Реконструкція Табулярію та пам'ятників розміщених поруч з Капітолієм. Художник Коснтан Муайо. Париж, 1866.

У Давньому Римі існували дві великі групи архівів: жрецькі та цивільні. Одним з найстаріших жрецьких вважається сховище «Сивілиних книг», яке знаходилося в храмі Юпітера Капітолійського і починає свою історію з VI ст. до н. е. Найважливіший цивільний архів республіки називався Ерарій (скарбниця) при Сенаті в храмі Сатурна. Туди направлялися матеріали Сенату: протоколи засідань, записи рішень і декрети, угоди Риму з іншими державами. Також в Ерарії перебували документи з архівів інших посадових осіб. В І ст. до н. е. установа отримує назву «табулярій» (лат. tabule — дощечка для письма). На чолі архіву завжди стояли квестори, але вагому роль відігравали писарі. В архіві використовували також працю писемних державних рабів. Архівні матеріали мали вигляд воскових дерев'яних дощок, які часто об'єднували у зв'язки папірусу, пергаменту. Матеріали мали структурування у сховищі за групами: установа — посадова особа — вид документу. Всередині кожної групи існувало датування документів за роками.

### Середні віки
З розпадом Римської Імперії приходить у занепад і розвиток архівної справи. Єдиним продовжувачем давніх традицій стала Візантія, архіви якої можна поділити на державні архіви (архіви різних державних відомств, установ міської та провінційної адміністрації), імператорський архів, архіви церковних установ, приватні архіви. Така кількість архівів була пов'язана з наявністю великого землеволодіння та високим рівнем розвитку комерційних відносин, які вимагали ведення письмового діловодства.

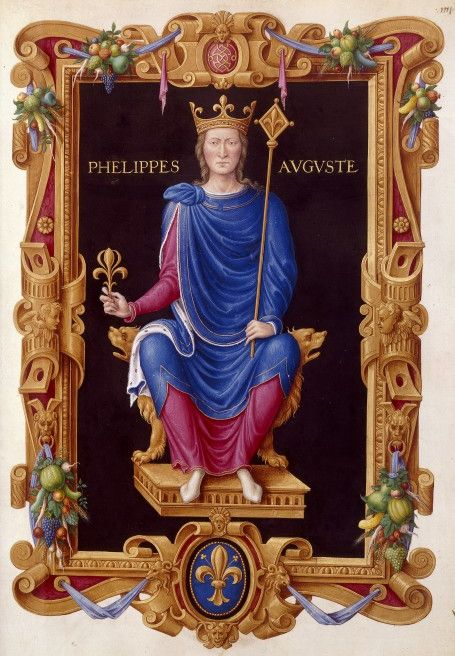
Філіп ІІ Август — (1165–1223) французький король, засновник «Скарбниці Хартій»

На території Західної Європи у зв'язку з Великим переселенням народів, зникає традиція ведення архівів, більшість з них правителі намагались перевозити з собою, і лише з початком християнізації були утворені церковні, а згодом світські архіви. Зокрема у Франції у VI столітті виникають монастирські, а у XIII столітті — міські. Дедалі більшого поширення набувають інвентарі — описи документів, розташовані в певному порядку. Французький король Філіп-Август, розпорядився про організацію архіву французької корони, відомого під назвою «Скарбниці хартій», одного з найбільших і цінних архівів середньовічної Європи. У Франції перший відомий інвентар був складений у 1313 р.
В Англії розвиток архівної справи бурхливо розпочинався з приходом нормандців. У цей період важливі документи зберігались у скарбниці. Перші згадки про головного архіваріуса датуються 1199 роком. У 1286 році створено посаду «головного над сувоями» (master of rolls). Титул було затверджено тільки у 1495 році. Державним архівом стала колишня церковна будова біля королівського палацу. Існували архіви також у містах і при університетах. Спроби сортувати документи призвело до створення перших актових книг. Наприкінці XVI століття через появу терміна «державна таємниця», держава створює «Архів державних паперів», який знаходився у лондонському Тауері. З початком Реформації архіви зазнали секуляризації.
Щодо історії розвитку архівної справи в Іспанії, то вони були місцевими (архів Толедо, архів Арагонського королівства у місті Сарагоса, Архів Кордовського халіфату та ін.). Але в більшості їх знищили у ході Реконкісти та під час вторгнення Наполеона до Іспанії. Проте значний вплив на формування системи архівозбереження на території Іспанію мали східні народи, зокрема арабські. Почалося виникнення бібліотек та архівів за династії Омеядів в 750 році. Найбільший «Дім мудрості» знаходився в Дамаску. Будівництво проходило біля палацу, як халіфської власності, яка існувала за його рахунок. Відбувалося продовження традицій збору і копіювання та переклад іноземних праць, зокрема давньогрецьких, перських та індійських рукописів. Документи зберігали в установі, у величезних приміщеннях з дерев'яними шафами. Кожна галузь мала свою шафу і свій каталог, куди були занесені назви праць. Тексти записувались на папері, таємницю виготовлення якого вони дізнались від китайців. Доступ у таку структуру мали відомі громадяни: вчені, поети, чиновники. Приїжджим читачам надавалось житло і харчування. З ІХ століття документаційні установи з'явилися у мечетях, медресе, лікарнях, мавзолеях.
На Далекому Сході в цей час Імператорський Китай був культурним та політичним гегемоном, що відобразилось і на ведені архівної справи. Специфіка їх функціонування полягала у постійних змінах династій, ідеологій та потребі у легітимізації влади, тому боротьба ідеологічних течій вплинула на документацію та її зберігання, за панування легістів, архіви були перенесені в «заборонений палац» і вхід туди проводився виключно за довідками, несанкціоноване проникнення або зміна ієрогліфа каралися смертю. По всій державі відбувався розшук документації та книг, створювалися місцеві архівні сховища. На законодавчому рівні цією роботою займались палати: лати Тань Лу, в якій зберігались законодавчі матеріали і дані перепису населення, архів Лань Тай (імператорський секретаріат) і сховище секретної інформації Цин Лінь. Кожен архів-бібліотека був наукових центром держави з величезним штатом вчених, коментаторів, редакторів, каталогізаторів. 

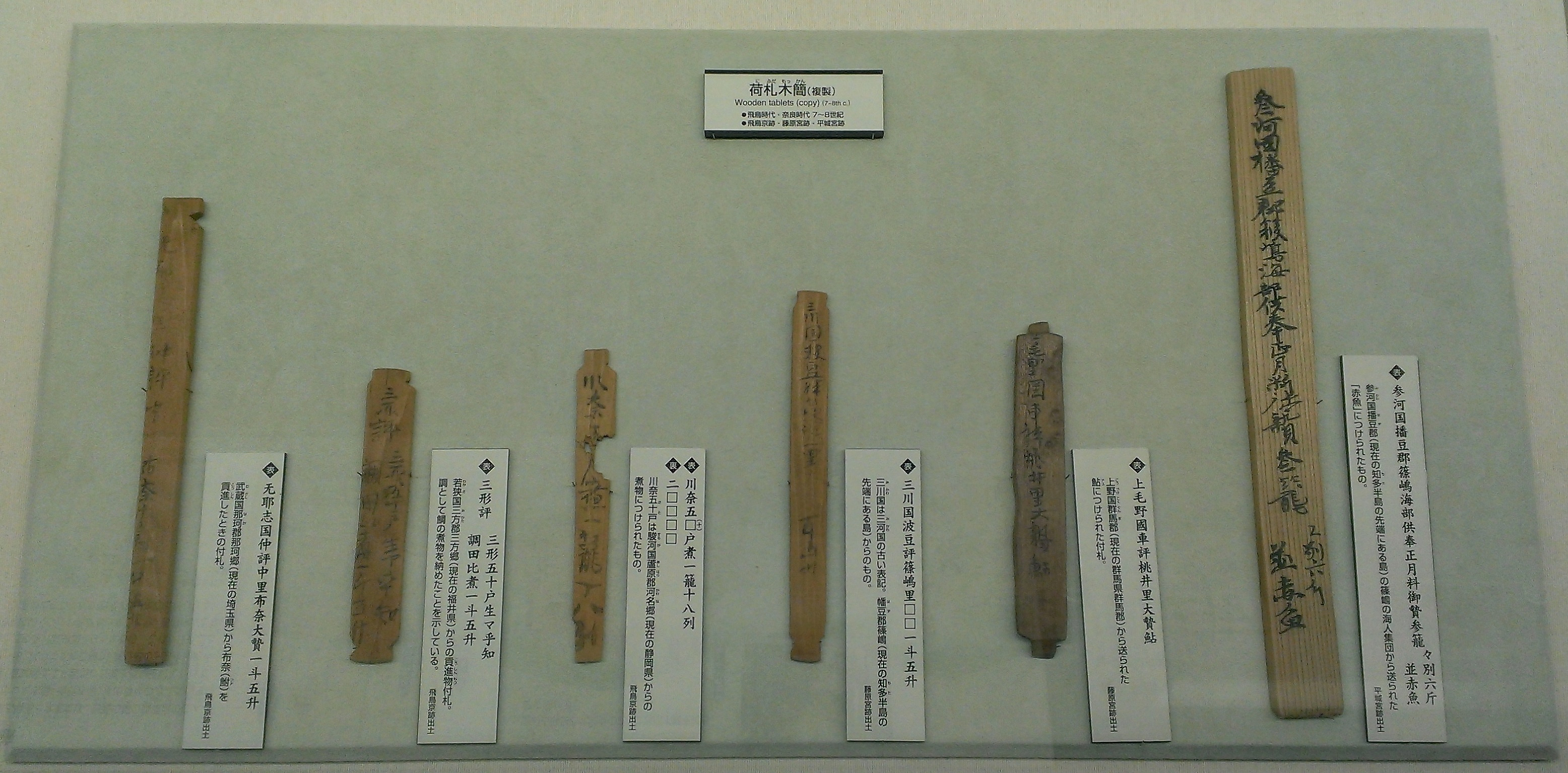
Копії з мокканів VII та VIII століть. Знайдені у столицях регіону Асуки, Фудживаракьйо, Хеянкьйо. Японія

Японія та держави на території сучасної Кореї повторювали законодавчу структуру відділів. Але на японських островах існувала певна специфіка у вигляді запису на бамбукових дощечках (яп. mokkan 木簡). Вони використовувались для поточних адміністративних записів та господарських підрахунків. Зберігались у архівах великих храмів і сімейних архівах чиновників та принців крові.

### Новий час
Велику роль у розвитку архівної справи раннього нового часу відіграли мавристи у XVI-XVII століттях вони розробляють принципи організації сховищ документів, складання інвентарів, способи зберігання і правила видання документів, збирання рукописів. В XVI столітті із зародженням національних держав потреба в інформації архівних документів стає постійною, а впорядкування та зберігання цих документів перетворюються на важливе суспільне завдання. До змін в архівній справі призвела Велика французька революція. Архіви були оголошені надбанням нації, документи феодальних і церковних архівів стали потужним знаряддям у боротьбі проти феодалізму.
Хаотичне накопичення документів в Англії призводить до створення у 1838 році Управління у справах архівів (Public Record Office), водночас були відсутні інструкції щодо того, що варто зберігати, а що — знищувати, сама класифікація документів також була відсутня. З 1852 року починають допускати науковців у архів. З 1869 року працює Королівська комісія з історичних манускриптів, яка публікує витримки з документів. Публікацією джерел займається Товариство Кємдєна (Camden Society), і Королівське історичне товариство (Royal historical society).

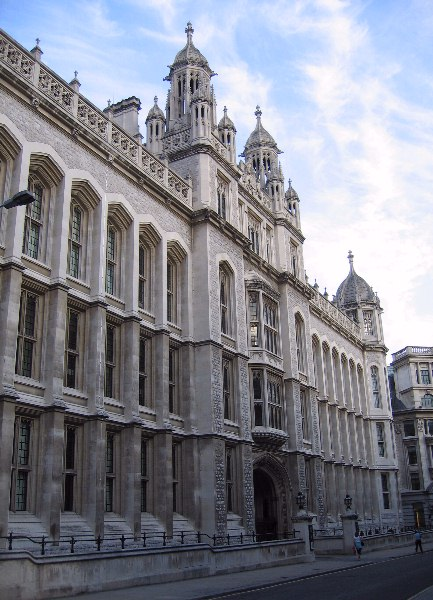
Вхід до будівлі Управління по справах архівів (зараз Монська бібліотека). Велика Британія. Лондон. Королівський коледж.

У Франції головним політичним архівом в XVI–XVII столітті служила «Скарбниця хартій», хоча роль її в цій якості весь час падала, особливо після того, як вона була передана у ведення фінансових органів. З тієї пори політична документація концентрувалася в кабінетах королів і канцлерів. Також падає значення міських архівів у зв'язку з обмеженням, які були в умовах абсолютної монархії міських вольностей. В цей же період поширюється колекціонування документальних матеріалів. Іноді створення колекцій відбувалося за розпорядженням верховної влади; таким було походження «Кабінету хартій», організованого у Франції історіографом Моро і який увійшов потім до складу королівської бібліотеки. 
У 1789–1790 рр. Національні, а потім Установчі збори прийняли рішення про створення Національного архіву Франції. 7 месидора 11 року Республіки (25 червня 1794) Конвент видав декрет, яким Національний Архів було оголошено центральним державним архівом та пропонувалося здавати історичні матеріали із земельних і судових питань. У провінціях аналогічні матеріали повинні були концентруватися в департаментських архівах. Документи, цінні тільки в історичному відношенні, передавалися в Паризьку національну бібліотеку. Був також визнаний принцип публічності всіх архівів (всіх державних архівів). 
У ХІХ-ХХ ст. виявляється прагнення до централізації архівів, що проявилося у концентрації державних архівосховищ та в підпорядкуванні архівів спеціально створеному органу управління. У XIX ст. був визнаний принцип публічності архівів. Централізація архівної справи у Франції була пізніше оформлена ще цілим рядом законодавчих актів у 40-80-ті роки XIX ст. (з яких найбільш істотним був закон 1884 г), відповідно до яких управління Національним департаментам "комунальними та госпітальними архівами зосереджувалися в Міністерстві Освіти, при якому були створені Архівне управління, Архівна комісія та інспекція. Архівному управлінню підпорядковувалися всі департаментські архіви, яким в свою чергу підпорядковувалися комунальні та госпітальні архіви. Близькі системи, які орієнтувалися на зразок Франції, були створені в результаті архівної реформи в Бельгії (1879) та Голландії (1875); тут була створена мережа державних архівів (центральних і провінційних,) підпорядкованих Міністерству внутрішніх справ. У кожній практично більш-менш розвинутій країні почалася підготовка спеціальних кадрів істориків-архівістів. Провідну роль в цьому зіграла Франція. Ще в 1821 р. був створений спеціальний архівний інститут, відомий як Школа Хартій. Аналогічні школи та інститути почали поступово створюватися в інших країнах світу.
Наприкінці XV століття відбулося об'єднання Іспанії. Тоді ж було створено перший загальноіспанський королівський архів у фортеці Сіманкас. 
Наприкінці XVIII століття був створений Головний архів Індій в Севільї. Архівна справа перебувала у стані глибокого занепаду аж до XIX ст., що було пов'язано економічною та політичною кризою Іспанської держави. У 1858 р. створюється центральний адміністративний архів в Алькала-де-Енарес, а в 1866 р. — Національний історичний архів у Мадриді . Окремого спеціального органу управління архівами не було. Була лише створена технічна комісія архівів, бібліотек і музеїв та введена посада інспектора архівів, яку займав директор Національного історичного архіву.
Концентрація архівів Італії почалася з окремих італійських держав: в 1808 р. виник генеральний Архів у Неаполі, в 1815 р. — Державний Архів у Венеції, в середині XIX ст. — у Флоренції. Після об'єднання Італії була проведена реформа в архівній справі. У 1861 р. був створений Архів Італійського королівства, всі державні архіви були передані в Міністерство внутрішніх справ. У політично роз'єднаній Німеччини архівні реформи були проведені в першій половині XIX століття, однак в межах окремих німецьких держав (в Пруссії, Баварії, Саксонії і т. д.).
У США Федеральний архів почав складатись ще під час перших континентальних конгресів. Згодом, у 1834 році створено Управління Хранителя архівів, у якому було утворено Бюро архівів і бібліотек і Бюро індексів і архівів. Проте, майже всі документи зберігались у різних департаментах. Протягом другої половини XIX століття було прийнято низку актів, згідно з якими ряд документів мали бути передані у Бібліотеку Конгресу.
Протягом XIX ст. до традиційних функцій архівних установ додаються питання комплектування архівів, фондування документів, наукового опису, збереження, експертизи цінності. 
У країн Сходу в даний період часу відбувається занепад архівної справи, тому що вони втрачають власну державність і стають об'єктами колонізаторської політики. В Індії організовано в 1857 році на основі документації Ост-Індської кампанії — Архів Імперії у Калькутті. Існували великі архівні збірки і у Мадрасі і Бомбеї, але усе це лише документи політики метрополії, а матеріали доколоніального періоду викликали мало уваги, більшість з них вивезли у колекції музеї та любителів сходу. Щодо функціонування, то була відсутність вільного доступу до інформації для індійського населення, що згодом спричинило зміни у свідомості населення. Воно не вміло організовувати та правильно користуватись архівною документацією, великого поширення цензура поміток та записів дослідників.

### Новітній період
У ХХ столітті архівознавство трансформується у спеціальну комплексну наукову дисципліну, що має як загальну теорію, так і теоретичні розробки до експертизи цінності документів, фондування, опису й пошуку документної ретроспективної інформації, її використання на користь науки й практики. У цілому на початок ХХ ст. у більшості країн світу були розбудовані власні архівні системи й архівна справа набула сучасного вигляду. 
Сучасні архіви можна розділити на дві категорії: централізовані та децентралізовані.

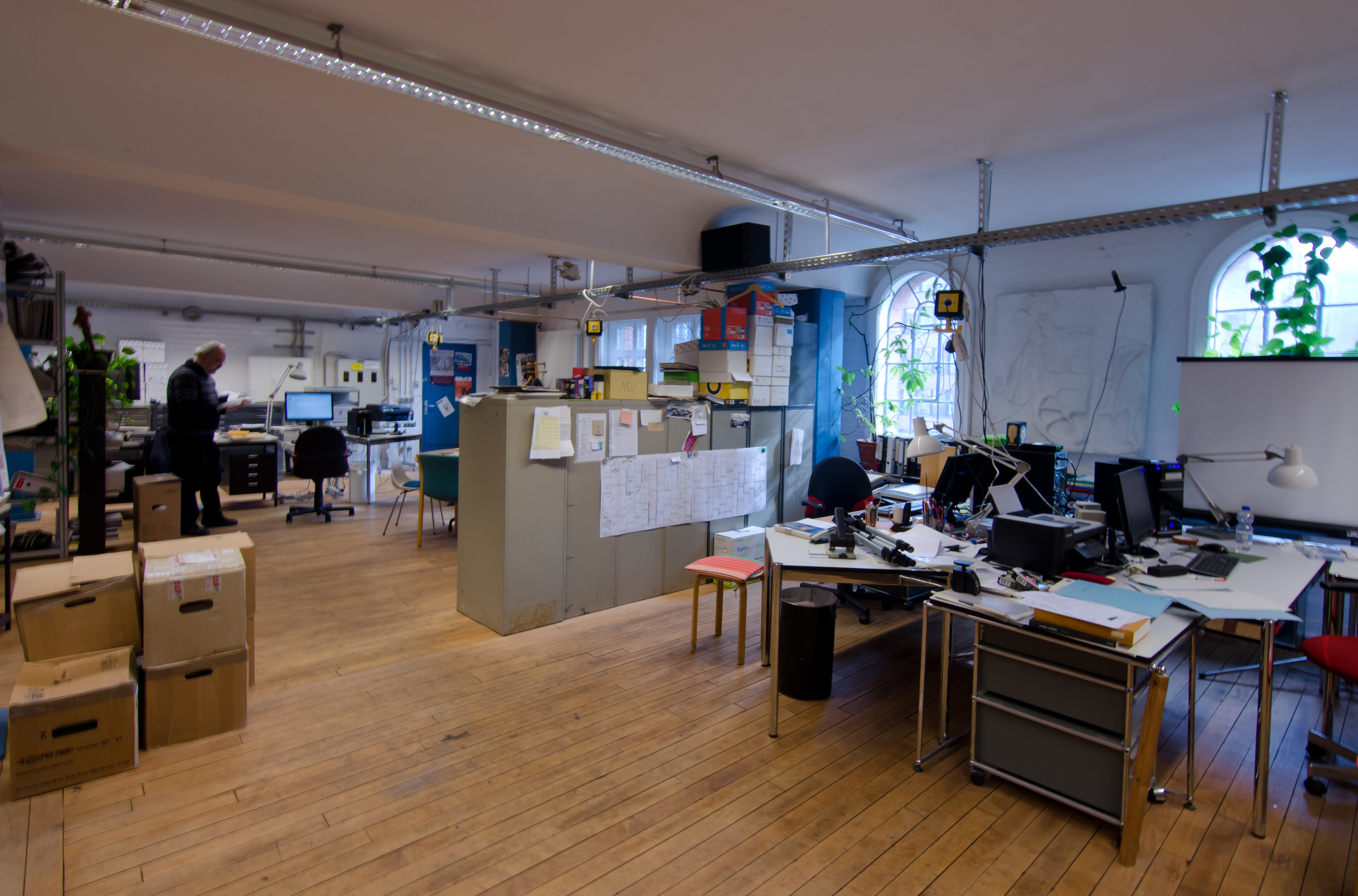
Робочі кабінети працівників архіву. Гамбург. Німеччина.

Централізовані архівні системи існують у Франції, Бельгії, Данії, Нідерландах, Італії, Ірландії, Норвегії, Данії, Греції, Люксембургу, Португалії та країнах колишнього соціалістичного табору. 
У Франції архівна справа підпорядкована Міністерству освіти і культури. Центральному національному архіву підпорядковано архіви 99-х департаментів Франції і двох заморських територій — Нової Каледонії та Французької Полінезії. Також існує мережа недержавних архівів. 
Державна архівна адміністрація Італії формується урядом. Їй підпорядковані центральні та державні провінційні архіви, але за законом 1963 р. всі вони мають автономію. 
В Румунії центральним органом архівної галузі є Національний архів Румунії (підконтрольний Міністерству внутрішніх справ), а також 39 повітових архівів та архів міста Бухарест. 
Архівна система Польщі складалася з трьох рівнів: центральні, воєводські та повітові. Національний архівний фонд поділяється на державний і недержавний. Архіви міністерств, пов'язаних з національною безпекою, а також вищих органів влади знаходиться поза сферою централізованих архівних структур. 
У Великій Британії зростання архіву і відсутність чітко прописаних правил збереження призвело до реформи 1958 року — випрацьовувались стандартні умови щодо збереження архівних даних. Документи мали передаватись у архів через 30 років, де вони через 50 років, мали бути відкритими. Крім цього, встановлювалась двоступенева система перевірки документу. Архіви Шотландії і Північної Ірландії залишались окремими структурами. Проте потім термін закритості документу було зменшено до 30 років. У 2000 році, було прийнято закон «Про свободу інформації» у 2000 році. Між 2003 і 2006 роками, на базі Управління по архівним справам, Королівській комісії по історичним рукописам, Канцелярії її величності і управлінні публічною інформацією, було створено Національний архів.
Децентралізованими є архівні системи Німеччини, Швейцарії, Іспанії. 
Найбільш децентралізована система у Федеративній Республіці Німеччині. Центральний федеральний архів у Кобленці зберігає документи лише Федерального уряду, Президента, армії. Існує мережа незалежних муніципальних, корпоративних і приватних архівів. 
Федеральна Адміністрація управління архівами і діловодством США опікується тільки документами Федерального уряду й керує архівами загальнодержавних відомств. Перший закон який регулював архівну в США було прийнято 1934 р. Пізніше було створено Національну Комісію історичних публікацій, яка з 2 пол. XX ст. підтримує зв'язок між Національним архівом США і архівами штатів. Самостійними є архіви Пентагону і спецслужб. У США функціонує також мережа приватних та напівприватних (що містять у собі не лише особисту інформацію, а й архіви колишніх президентів) архівів.

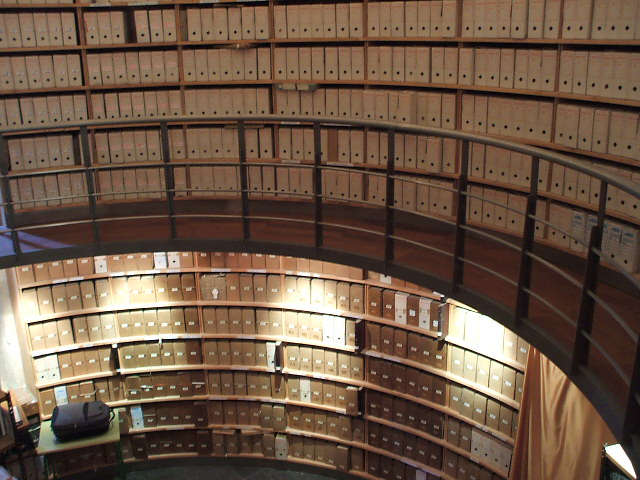
Стан збереження архівних матеріалів у Муніципальному історичному архіві міста Куельяр. Іспанія.

Архівна справа в Канаді традиційно вкрай децентралізована, чому сприяло паралельне існування в країні п'ятьох окремих традицій діловодства. Сьогодні всі провінції й території Канади мають власні архівні системи, побудовані на нормах власних законів, загального контролю за ними немає. У Іспанії управління державними архівами здійснює Головне управління архівів і бібліотек у складі міністерства освіти і 6 обласних архівних інспекцій. Мережа державних архівів Іспанії включає в себе чотири головних архіви — Головний архів у Сіманкасі, Національний історичний архів у Мадриді, Головний архів Індій в Севільї і архів Арагонскої корони в Барселоні, обласні історичні архіви у Валенсії, Пальмі на Майорці, Коруньї, Гренаді і Вальядоліді, і, нарешті, провінційні архіви для концентрації матеріалів місцевих установ, які повинні бути створені в головному місті кожної провінції.
На Сході архівна система знаходиться у нерівномірному розвитку — від застосування сучасних технологій до занепаду та знищення архівної спадщини. Серед країн, які мають найгіршу архівну систему варто виділити Індію, де є проблема зберігання архівів. Це пояснюється некомпетентністю працівників, розуміння архіву, як звичайного складу макулатури та продовження традицій цензури і контролю над інформацією. Працівники не бажають виконувати покладені на них обов'язки, організовуються місячні страйки через запити на документи з боку суспільства. Про катастрофічність ситуації може свідчити наявність мавп, термітів і пацюків у приміщені для документації. Біля головних структур архівів держави: Національного архіву Індії (National Archives of India, NAI, Археологічного управління Індії (Archaeological Survey of India), школи архівної справи (School of Archival Studies) купи сміття, доступ для багатьох науковців фактично неможливий, співробітники не можуть знайти вхід, приміщення мають віддати під банк.
Архівна справа на Далекому Сході знаходиться на високу рівні розвитку через постійне структурне удосконалення та використання новітніх технічних технологій. Головна споруда — Національний архів Японії, де зберігається близько 545 тисяч документів з історії Японії та Азії, надає їх для перегляду дослідникам та простим громадянам. Містить оригінали Імператорських рескриптів, законодавчих актів, конституцій Японії нового і новітнього часу, а також бібліотеки академії Сьохедзака та Кабінету Міністрів Японії. Серед технічних нововведень — це можливість сканування книги за 1 хвилину, що відбулось завдяки працівникам Токійського університету..

#### Сучасні тенденції архівної справи
- помітна демократизація архівної галузі, її поступовий перехід від державних до суспільних пріоритетів;
- роздержавлення архівних систем у більшості сучасних країн. Держава вже не є головним замовником архівної інформації, архівні системи позбавляються зайвої централізації, що була властива попередній епосі. Особливо це помітно в англомовних країнах, де держава традиційно найменш втручалась у розвиток архівної справи;[24]
- створення так званих проміжних архівів, які тимчасово зберігають документацію, обробляючи її та відсилаючи потім до державних архівних структур;
- інформатизація архівної справи.

Наприкінці 70-х років інформатизаційні процеси розпочалися в державних архівах. Спочатку в електронному вигляді організовували лише науково-довідковий апарат до документів, дещо пізніше почали створювати бази даних архівної інформації (служать для створення і ведення архівних описів, зведених номенклатурних справ, каталогів, картотеки) та комп'ютерні системи описування. В 90-ті роки почалося переведення самих документів у електронні формати. Виникає поняття електронного архіву, почали інформатизовуватися управлінські процеси в архівній галузі. Основними напрямками діяльності електронного архіву є розробка принципів зберігання та захисту інформації; активізація вторинного використання інформації; стандартизація критеріїв опису даних; оцінка вартості створення та архівування машиночитних файлів; реалізація інформаційних послуг і дослідницьких проектів.
Торкнулася інформатизація й сфери використання документів: створення копійованого фонду для матеріалів з обмеженим фізичним доступом. Особливого розвитку інформатизація архівної справи набула з появою глобальної мережі Інтернет, яка дозволила отримувати віртуальний доступ до архівної інформації.
- Розширення міжнародного співробітництва в архівній галузі[25].

У 1948 року при ЮНЕСКО було створено Міжнародну раду архівів (МРА), до якої поступово приєдналися близько 100 країн, а у 1956 році приєдналася Україна як Республіка СРСР. Головні завдання МРА — періодичне скликання міжнародних конгресів архівістів (І-й конгрес відбувся 1950 року в Парижі), встановлення та зміцнення зв'язків між архівами й архівістами різних країн, сприяння збереженню і захисту документів, координування роботи архівів у міжнародному плані. Поза структурою МРА, але за його підтримки з 1957 р. діє регіональна європейська організація «Круглий стіл архівів». З 90-х років архівні питання дуже активно вирішує рада Європи та Євросоюз.

## Галерея

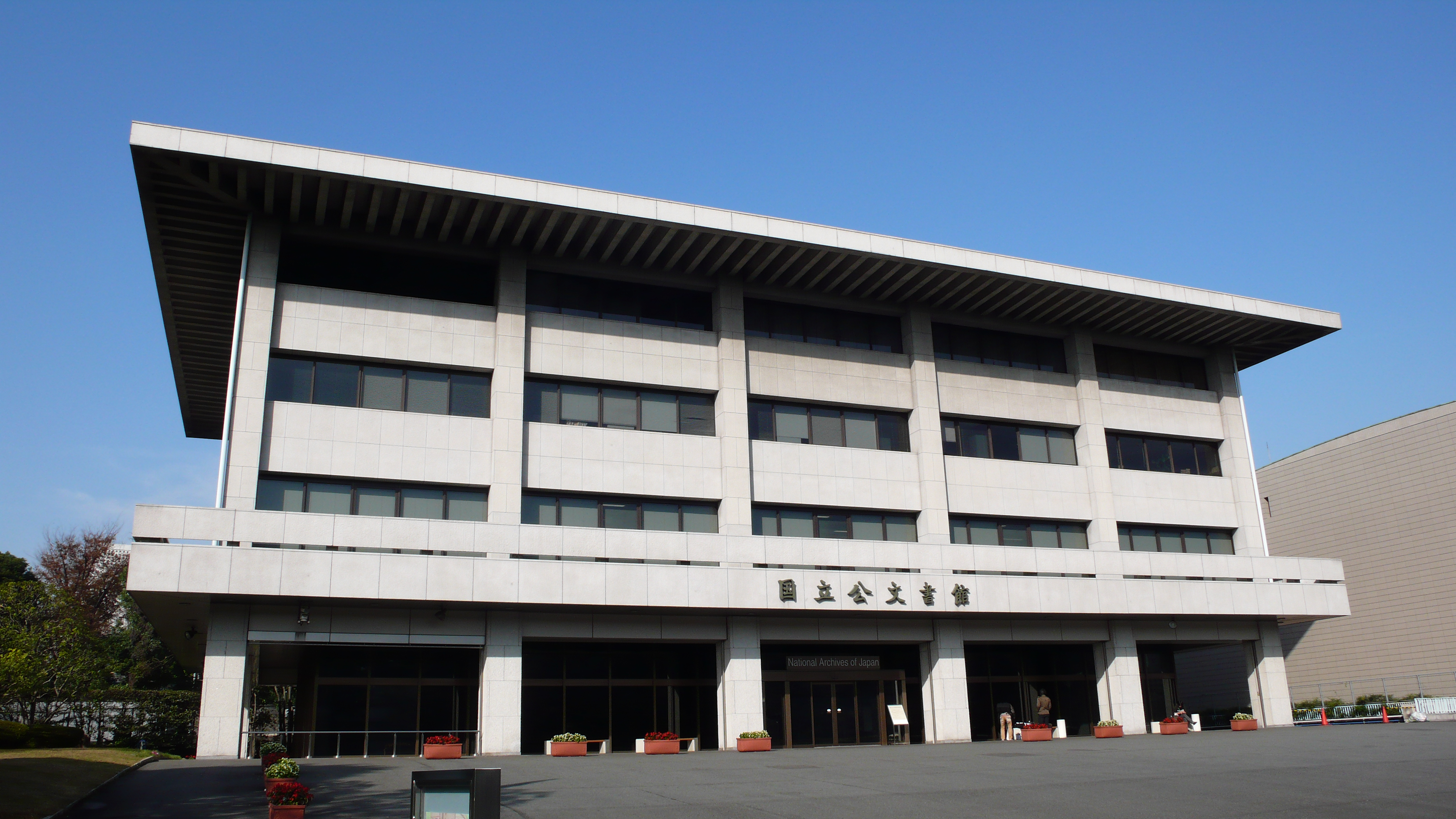
Будівля Національного архіву Японії. Район Тійода.Токіо.
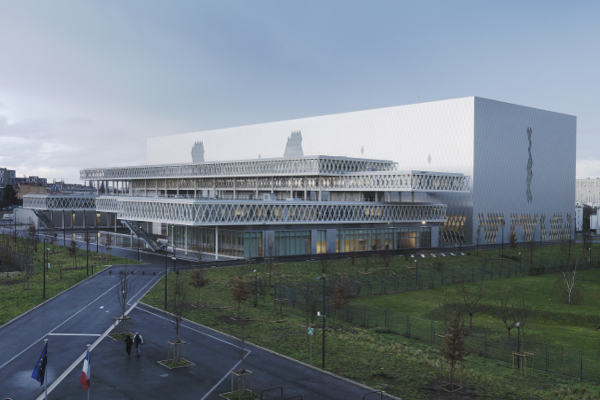
Будівля Національних архівів Франції. П'єррфітт-сюр-Сен Департамент Сена-Сен-Дені.
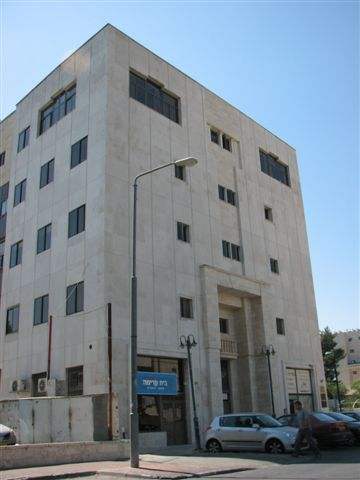
Державний архів Ізраїлю. Єрусалим.
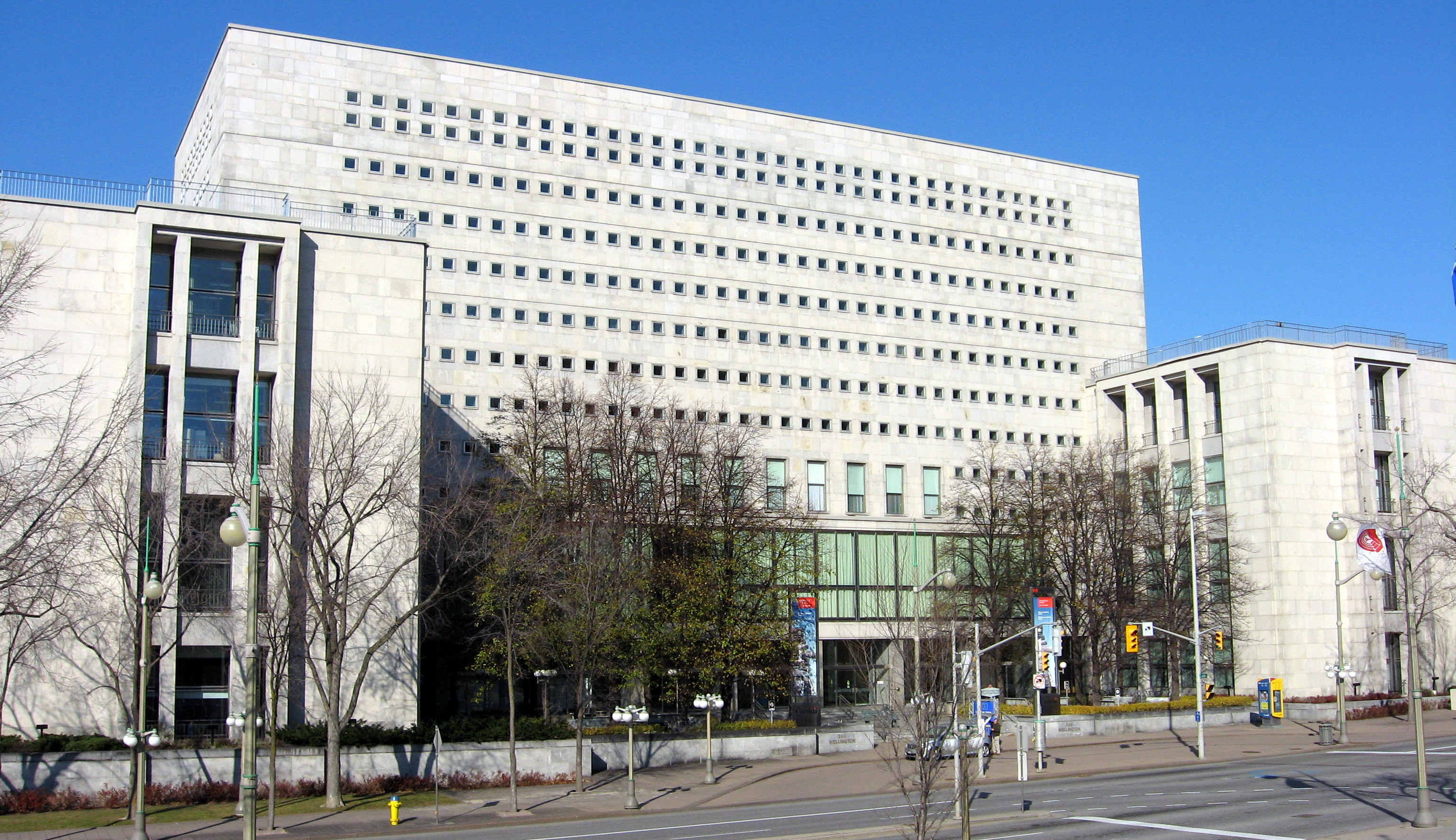
Бібліотека та архів Канади. Оттава.
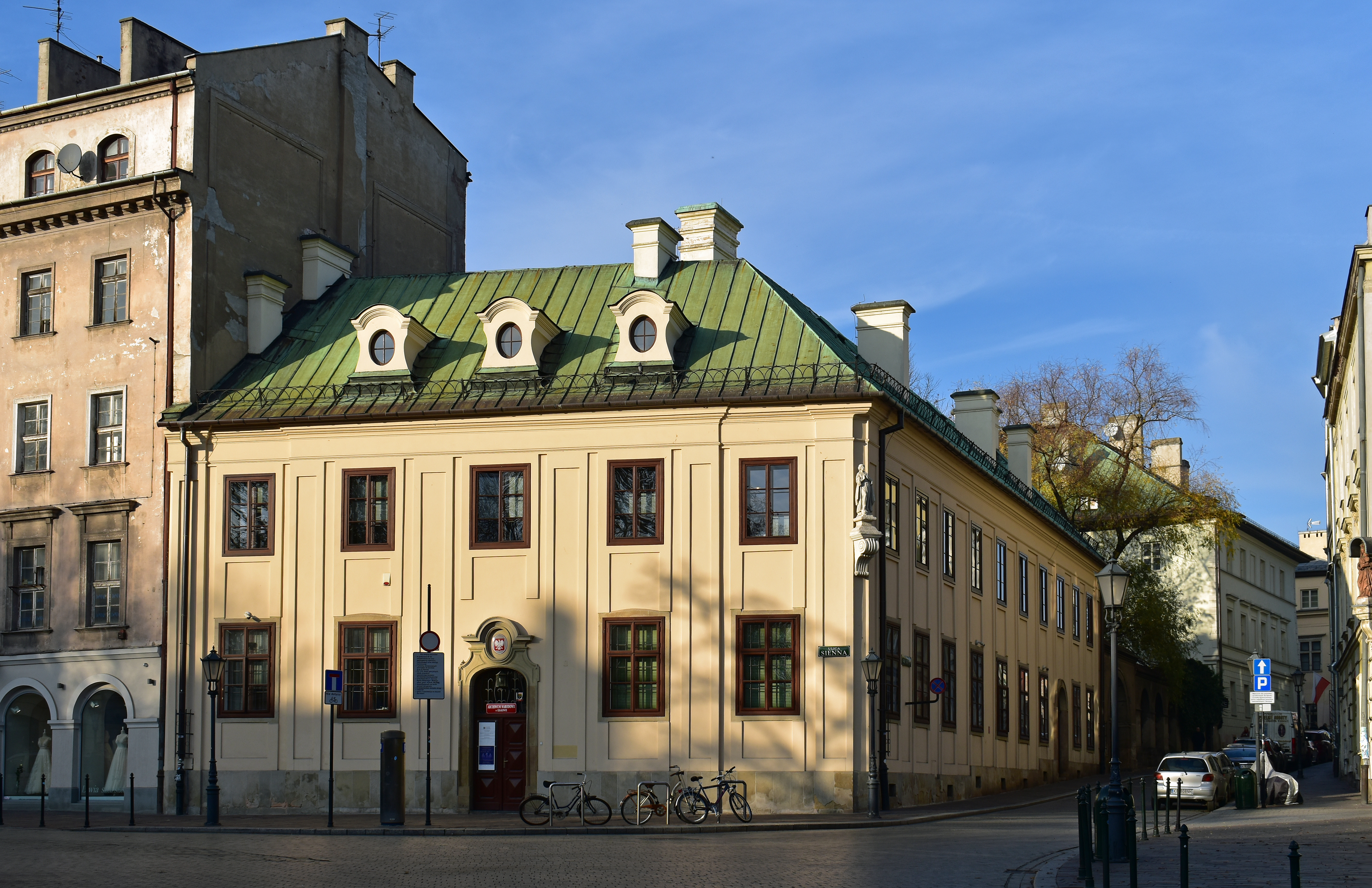
Будівля адміністрації народного архіву. Польща. Краків.
Національний архів Фінляндії. Гельсінкі.
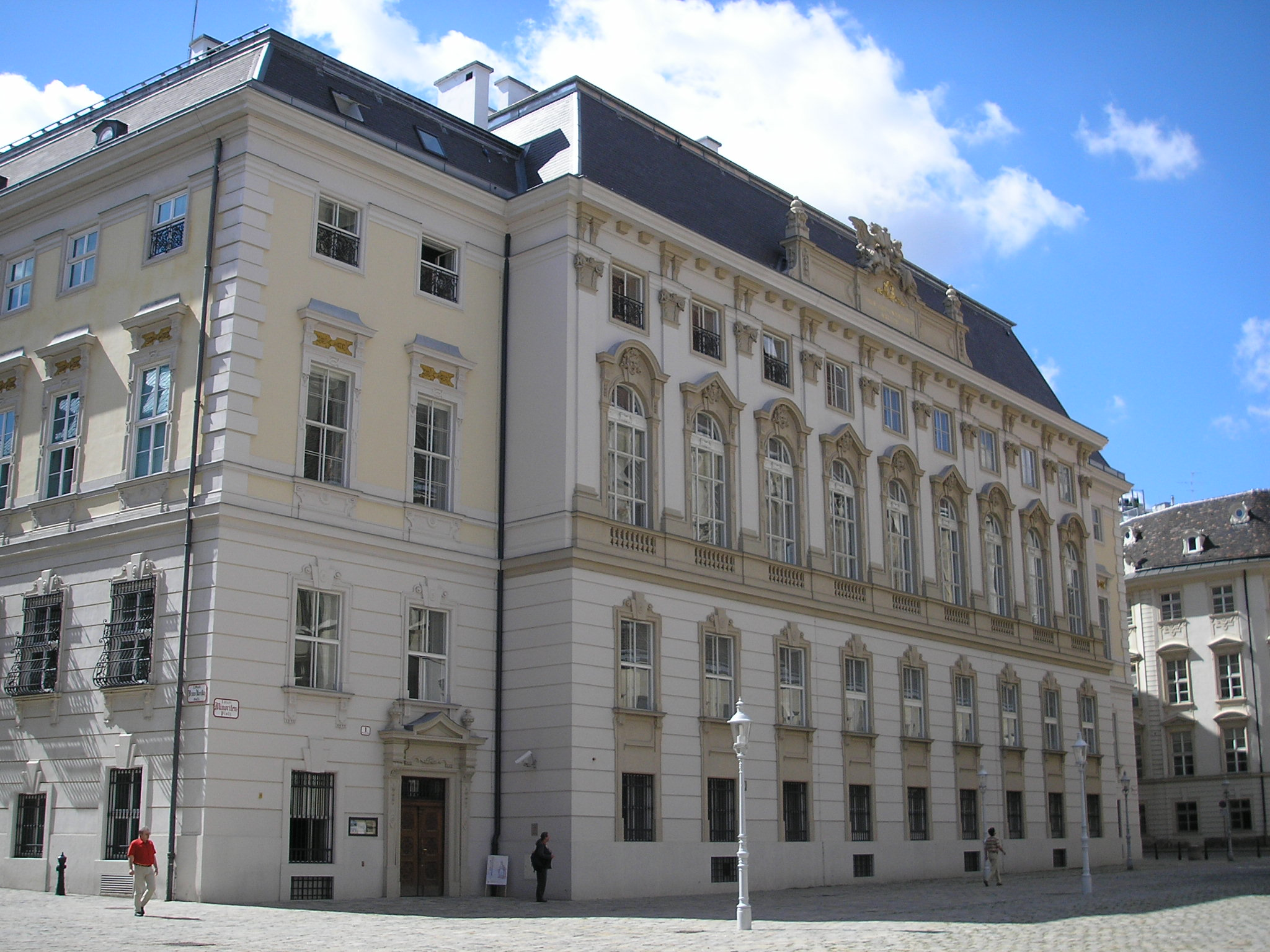
Архіви цісарського дому, двору та держави. Австрія. Відень.
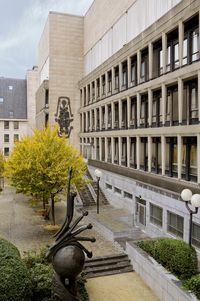
Вид на архів міста Брюссель